# Драган Ананій Демидович
Ана́ній Деми́дович Драга́н (1899 , Марківка, Новоград-Волинський повіт, Волинська губернія, Російська імперія  — невідомо ) — український радянський діяч, селянин. Депутат Верховної Ради УРСР 1-го скликання (1938–1947).

## Біографія
Народився 1899 року в родині селянина-бідняка в селі Марківка, тепер Баранівський район, Житомирська область, Україна.
У другій половині 1930-х років — вівчар, завідувач ферми колгоспу імені Ворошилова села Марківка Баранівського району Житомирської області
1938 року був обраний депутатом Верховної Ради УРСР 1-го скликання по Баранівській виборчій окрузі № 20 Житомирської області.
Станом на весну 1945 року — на довоєнній посаді. 

## Нагороди
- орден Трудового Червоного Прапора (1936)